# Agriophara velitata
Agriophara velitata es una especie de polilla del género Agriophara, familia Depressariidae.
Fue descrita científicamente por T.P. Lucas en 1900.